# Ибрахим Камехо
Ибрахим Камехо (шп. Ibrahim Camejo; Олгин, 28. јун 1982) је кубански атлетичар освајач бронзане олимпијске медаље у скоку удаљ.
Лични рекорд од 8,46 постигао је у Билбау 28. јуна 2006.
На Светском првенству у Хелсинкију 2005. заузео је 5 место резултатом 7,78, а 2009. у Берлини био је у квалификацијама 33 са скоком од 7,71.